# Sweet-est
『Sweet-est』（スウィーテスト）は、山下久美子のベスト・アルバム。1992年6月21日に日本コロムビアから発売された。

## 概要
1991年に発売された『Chronologic Singles Side:A Collection』以来のベスト・アルバム。
ラブ・バラード・ベストとなっており、初CD化の楽曲が5曲収録されている。

## 収録曲
- ※印は、初CD化された楽曲。

| #         | タイトル                          | 作詞                   | 作曲           | 編曲                                   | 時間  |
| --------- | --------------------------------- | ---------------------- | -------------- | -------------------------------------- | ----- |
| 1.        | 「抱きしめてオンリィ・ユー」      | 康珍化                 | 亀井登志夫     | 大村憲司                               | 4:45  |
| 2.        | 「ジョディ」                      | 康珍化                 | 亀井登志夫     | 松任谷正隆                             | 4:05  |
| 3.        | 「シャンプー」                    | 康珍化                 | 山下達郎       | 石田長生                               | 3:50  |
| 4.        | 「涙がとまらない」                | 康珍化                 | 大沢誉志幸     | 大村憲司                               | 4:11  |
| 5.        | 「LOVER MAN」                     | 康珍化                 | 大沢誉志幸     | 大村憲司                               | 4:41  |
| 6.        | 「時代遅れの恋心」                | 下田逸郎               | 大沢誉志幸     | 大村憲司                               | 5:13  |
| 7.        | 「秋ラメきれないNight Movie」     | 銀色夏生               | 筒美京平       | Hugh McCracken                         | 2:30  |
| 8.        | 「LOVIN' YOU」                    | 三浦徳子               | Hugh McCracken | 大村雅朗                               | 3:54  |
| 9.        | 「オートリバースで恋してる」(※)   | 銀色夏生               | 亀井登志夫     | 大村雅朗                               | 4:06  |
| 10.       | 「最後のドアーまで」              | 麻生圭子               | 原田真二       | 後藤次利・萩田光雄                     | 5:06  |
| 11.       | 「Cry For The Moon」              | 田口俊                 | 滝沢洋一       | 後藤次利・萩田光雄                     | 4:20  |
| 12.       | 「瞳いっぱいの涙」                | 康珍化                 | 原田真二       | 後藤次利                               | 4:29  |
| 13.       | 「SWEET PAIN」                    | あさくらせいら・Kumiko | 有賀啓雄       | 吉田建                                 | 5:30  |
| 14.       | 「スローナンバーのあとで」        | 竹花いち子             | 亀井登志夫     | 吉田建 ストリングス・アレンジ:国吉良一 | 4:50  |
| 15.       | 「Will be true, will be blue」(※) | 吉田建                 | 吉田建         | 吉田建・国吉良一                       | 3:35  |
| 16.       | 「I Can't Get You」(※)            | 竹花いち子             | 村松邦男       | 布袋寅泰                               | 3:09  |
| 17.       | 「Boy Friend (イタリア語)」(※)    | 須江直子               | 村松邦男       | 布袋寅泰                               | 5:20  |
| 18.       | 「Girl Friend (フランス語)」(※)   | 竹花いち子・永瀧達治   | 村松邦男       | 布袋寅泰                               | 3:15  |
| 合計時間: | 合計時間:                         | 合計時間:              | 合計時間:      | 合計時間:                              | 76:49 |

## 楽曲解説
1. 抱きしめてオンリィ・ユー
  - 4thスタジオ・アルバム『抱きしめてオンリィ・ユー』収録曲。
2. ジョディ
  - 2ndスタジオ・アルバム『DANCIN' IN THE KITCHEN』収録曲。
3. シャンプー
  - 3rdスタジオ・アルバム『雨の日は家にいて』収録曲。
  - アン・ルイスのアルバム『PINK PUSSYCAT』に収録されている楽曲のカバー。
4. 涙がとまらない
  - 4thスタジオ・アルバム『抱きしめてオンリィ・ユー』収録曲。
5. LOVER MAN
  - 4thスタジオ・アルバム『抱きしめてオンリィ・ユー』収録曲。
6. 時代遅れの恋心
  - 4thスタジオ・アルバム『抱きしめてオンリィ・ユー』収録曲。
7. 秋ラメきれないNight Movie
  - 8thシングル「こっちをお向きよソフィア」のB面曲。
8. LOVIN' YOU
  - 9thシングル。
9. オートリバースで恋してる
  - 9thシングル「LOVIN' YOU」のB面曲。
  - このアルバムにて、初CD化された。
10. 最後のドアーまで
  - 8thスタジオ・アルバム『And Sophia's back』収録曲。
11. Cry For The Moon
  - 11thシングル「瞳いっぱいの涙」のB面曲。
12. 瞳いっぱいの涙
  - 11thシングル。
  - 8thスタジオ・アルバム『And Sophia's back』収録されているヴァージョンを収録している。
13. SWEET PAIN
  - 9thスタジオ・アルバム『BLONDE』収録曲。
14. スローナンバーのあとで
  - 9thスタジオ・アルバム『BLONDE』収録曲。
15. Will be true, will be blue
  - 12thシングル「星になった嘘」のB面曲。
  - このアルバムにて、初CD化された。
16. I Can't Get You
  - 16thシングル「SINGLE」のB面曲。
  - このアルバムにて、初CD化された。
17. Boy Friend (イタリア語)
  - 15thシングル「BOY-FRIEND」のB面曲。オリジナルのタイトルは「BOY-FRIEND (ITALIAN VERSION)」となっている。
  - このアルバムにて、初CD化された。
18. Girl Friend (フランス語)
  - 14thシングル「GIRL-FRIEND」のB面曲。オリジナルのタイトルは「GIRL-FRIEND (FRENCH VERSION)」となっている。
  - このアルバムにて、初CD化された。